# サバーハ・ビン・ジャービル・アッ＝サバーハ
サバーハ・ビン・ジャービル・アッ＝サバーハ（アラビア語: صباح بن جابر الصباح, ラテン文字転写: ṣabāḥ bin jābil aṣ-ṣabāḥ、1700年頃 - 1764年）は18世紀のサバーハ家当主で、初代クウェート首長（在位：1756年 - 1764年）。サバーハ1世（アラビア語: صباح الأول, ラテン文字転写: Sabah I）として知られる。

## 生涯
出身のサバーハ家はオナイザ族バニー・ウバイド氏族に属し、中央アラビアのディルイーヤに居住していた。バニー・ウバイド氏族は1712年頃に同じオナイザ族のサウード家に追われ、クウェート湾北東のホール・サビーヤに移住。1716年頃には現在のクウェートに移住し、町を建設。造船や貿易で生計を立てるようになる。
一方で1639年にサファヴィー朝からバグダードを奪ったオスマン帝国のムラト4世はサファヴィー朝と平和・国境条約を結んでメソポタミア地方の主導権を確保し、さらに1668年にはバスラをサファヴィー朝から奪取して全メソポタミアを併合し、バスラを再建して南メソポタミアをバスラ州としていた。このためクウェートも名目上はバスラ州管轄となり、クウェートのバニー・ウバイド氏族にはバスラ州に対する代表として、またはバスラ州から委託されるクウェート地方行政を施行する代理人としての首長を選ぶ必要性が生じることになった。
1756年にクウェートのバニー・ウバイド氏族の会議により、サバーハが選出されてクウェート首長となった。
1764年に薨去。首長位は末子のアブドゥッラー1世が継承した。